# Peromyscus madrensis
Peromyscus madrensis är en däggdjursart som beskrevs av Clinton Hart Merriam 1898. Peromyscus madrensis ingår i släktet hjortråttor och familjen hamsterartade gnagare. IUCN kategoriserar arten globalt som starkt hotad. Inga underarter finns listade i Catalogue of Life.
Denna gnagare förekommer på ögruppen Islas Marias väster om Mexiko. På en av öarna (María Magdalena) är Peromyscus madrensis troligen utdöd. Habitatet utgörs av lövfällande skogar samt av andra landskap som finns på öarna. Individerna gömmer sig ofta under grenar som ligger på marken, i håligheter bland rötter eller under klippor. Enligt olika iakttagelser sker fortplantningen under våren.